# Jean Henri Schnitzler
Jean Henri Schnitzler, även kallad  Johann Heinrich Schnitzler, född 1802 i Strasbourg, död 1871, var en fransk historieskrivare och statistiker.
Schnitzler vistades 1823–1828 som privatlärare i Ryssland och blev sedermera professor vid det protestantiska seminariet i Strasbourg, där gatan Rue Jean Henri Schnitzler uppkallats efter honom.